# Límite de exposición ocupacional
El límite de exposición ocupacional (LEO) es un límite legal para la exposición de un empleado o trabajador a una sustancia o agente físico. Para sustancias por lo general se lo expresa en partes por millón (ppm) de la sustancia en el aire, o a veces en miligramos por metro cúbico (mg/m³). Las unidades de medida para agentes físicos tales como ruido son específicas de cada agente. Los límites de exposición ocupacional son establecidos por las autoridades sanitarias de cada país o por la CE, su cumplimiento es verificado por los órganos de auditoría que poseen los estados. 
El LEO puede ser utilizado como una herramienta en la evaluación de riesgos y en la gestión de actividades que involucren la manipulación de sustancias peligrosas.
Un LEO por lo general se expresa como un promedio ponderado en el tiempo, aunque algunos valores son para exposiciones breves o límites máximos absolutos. Un promedio ponderado en el tiempo es el promedio de la exposición a lo largo de un período, por ejemplo ocho horas o un año calendario.  Esto significa que durante períodos reducidos de tiempo, un trabajador puede estar expuesto a concentraciones que exceden el LEO, siempre y cuando que la concentración promedio durante ocho horas no lo exceda. 
Un límite de exposición breve es uno que analiza la exposición durante un período de 15-30 minutos de máxima exposición durante una jornada de trabajo. 
Un límite máximo es uno que no debe ser excedido, y se utiliza para sustancias irritantes u otros materiales que pueden producir efectos inmediatos sobre el trabajador.